# Phare du Lido-Fanale Anteriore
Le phare du Lido-Fanale Anteriore (en italien : Faro di Lido Fanale Anteriore) est un phare situé au port de Venise (Ville métropolitaine de Venise en Italie), dans la région de Vénétie. Il est géré par la Marina Militare.

## Histoire
Le phare, mis en service en 1912, est situé dans le canal intérieur du Port de Venise au nord du Lido de Venise, dans la rivière Sile.

## Description
Le phare  est une tour à base carrée de 10 m de haut, avec galerie et lanterne portant des panneaux solaires. La tour est montée sur une plateforme en bois peinte en bandes noires et blanches et la lanterne est gris métallique. Il émet, à une hauteur focale de 13 m,un éclat blanc toutes les 3 secondes. Sa portée est de 11 milles nautiques (environ 20 km). Il possède aussi un feu secondaire vert émettant un flash toutes les 4 secondes à 3 m de haut.
Identifiant : ARLHS : ITA-259 ; EF-4177 - Amirauté : E2486 - NGA : 11524 .

## Caractéristiques dufeu maritime
Fréquence : 3s (W)
- Lumière : 1 seconde
- Obscurité : 2 secondes

|                  |
| Lagune de Venise |